# Смеречник тайговий
Смеречник тайговий (Pinicola enucleator) — птах родини в'юркових. Водиться у хвойних лісах північної частини тайгової зони та в гірських лісах Євразії та Північної Америки. В Україні — рідкісний залітний птах, зустрічається в окремі роки у хвойних лісах Полісся і Карпат. Живиться насінням хвойних і листяних дерев та ягодами.

## Опис
Цей вид є одним з найбільших у родині в'юркових. Він має довжину від 20 до 25,5 см і вагу від 52 до 78 г, зі середньою масою тіла у 56,4 г. Розмах крил смеречника — 33 см. Дорослі особини мають довгий роздвоєний чорний хвіст, чорні крила з вузькими білими смужками на плечах і товстий, короткий, трохи гачкуватий дзьоб. Дорослі самці мають малиново забарвлену голову, спину і груди та сіре черевце. Самиці — брудно-жовтого кольору. Молоді птахи мають менш контрастне оперення.